# Webster (Texas)
Webster ist eine Stadt in der Metropolregion Greater Houston in Harris County im US-Bundesstaat Texas. Die Bevölkerung betrug bei der US-Volkszählung 2010 10.400 und im Jahr 2019 11.451. Im Jahr 2020 wurden 12.499 Einwohner gezählt.

## Geschichte

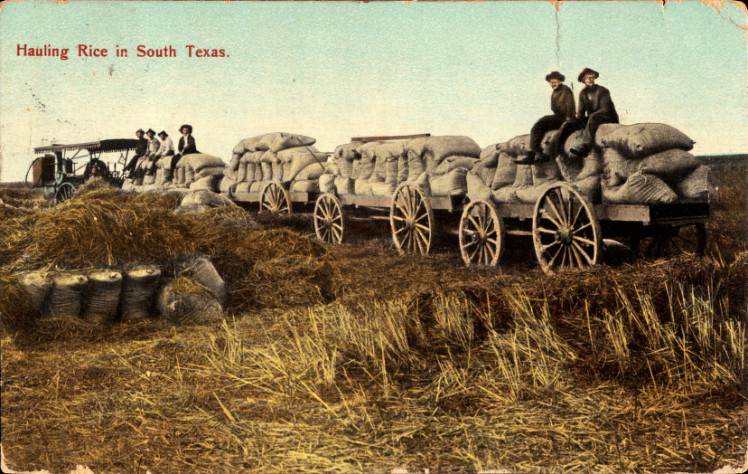
Transport von Reis in Südtexas (Postkarte, um 1909)

Die Gemeinde wurde 1879 von James W. Webster unter dem Namen „Gardentown“ gegründet. Sie wurde ursprünglich als Kolonie für Siedler aus England gegründet und begann als Zwischenstopp für Reisende zwischen Houston/Harrisburg, Galveston, Kemah und Seabrook. Schließlich wurden Eisenbahnen wie die Missouri, Kansas und Texas Railway durch das Gebiet gebaut. Die Landwirte in der Gegend züchteten Birnen und andere Produkte.
1903 lud die Handelskammer von Houston Seito Saibara, einen ehemaligen japanischen Abgeordneten und christlichen Theologen, ein, nach Texas zu kommen, um Reisanbau zu unterrichten. Reis entwickelte sich damals zu einer wichtigen Cash-Ernte. Saibara ließ sich in Webster nieder und gründete eine kleine Bauerngemeinschaft japanischer Christen. Saibara und sein Sohn Kiyoaki legten die Grundlagen der Reisindustrie der US-Golfküste.
Molkereien und Viehzucht-Ranches entwickelten sich in der Stadt auch in den frühen 1900er Jahren. Erdöl wurde 1937 auf dem Ölfeld Webster (Friendswood) entdeckt, aber die Bevölkerung blieb dennoch klein. Die Gemeinde wurde 1958 gegründet.
1961 gab die National Aeronautics and Space Administration bekannt, dass sie das Manned Spacecraft Center (heute bekannt als Johnson Space Center) in der Nähe am Ufer des Clear Lake baut. Wachstum und Entwicklung folgten schnell in der Umgebung des Clear Lake und Websters Bevölkerung wuchs schnell an. Webster ist heute zu einer florierenden Stadt geworden, die eng mit der Clear Lake Area und ihrer High-Tech-Industrie verbunden ist.

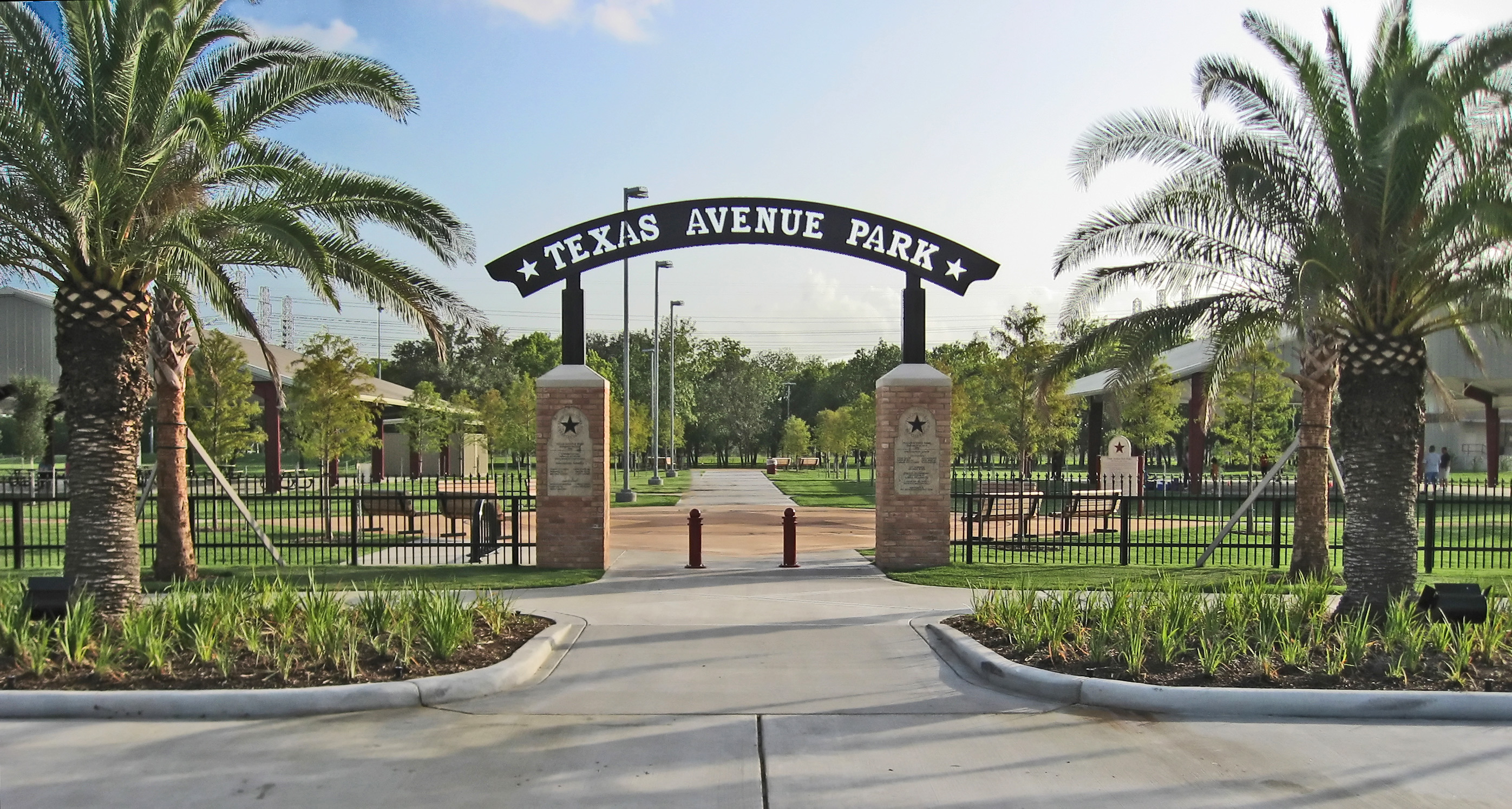
Ein populärer Park in Webster

## Geographie

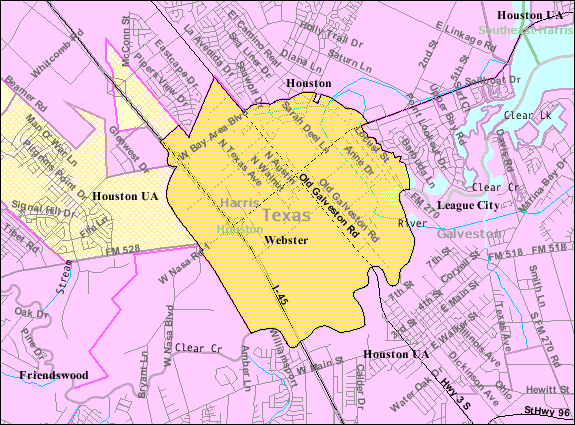
Karte von Webster

Webster befindet sich im südöstlichen Harris County. Es grenzt im Norden an die Stadt Houston und im Nordosten an Nassau Bay. Clear Creek bildet die südöstliche Grenze von Webster und ist die Grenze Harris County / Galveston County. League City grenzt in beiden Landkreisen im Süden und Südwesten an Webster.
Die Interstate 45 verläuft durch die Westseite von Webster, mit Zugang von den Ausfahrten 23 bis 25. Die Innenstadt von Houston liegt 35 km nordwestlich und Galveston 45 km südöstlich.
Laut dem United States Census Bureau hat die Stadt eine Gesamtfläche von 6,6 Quadratmeilen (17,0 Quadratkilometer), von denen 6,3 Quadratmeilen (16,4 Quadratkilometer) Land und 0,23 Quadratmeilen (0,6 Quadratkilometer) oder 3,24 % Wasser sind.

### Klima
Das Klima in dieser Gegend zeichnet sich durch heiße, feuchte Sommer und im Allgemeinen milde bis kühle Winter aus. Nach dem Köppen-Klimaklassifikationssystem hat Webster ein Ostseitenklima, abgekürzt „Cfa“ auf Klimakarten.

## Demografie
Die American Community Survey 2019 ergab, dass 11.451 Menschen in Webster lebten. Im Jahr 2020 wurden 12.499 Einwohner gezählt.
Es gab 4.994 Haushalte und eine Eigentumswohnungsrate von 13,1 % im Jahr 2019 und der Medianwert einer Eigentumswohnung betrug 186.400 $. Webster hatte von 2015 bis 2019 eine mittlere Bruttomiete von 1.131 USD. Die Stadt Webster hatte ein mittleres Haushaltseinkommen von 55.497 Dollar und ein Pro-Kopf-Einkommen von 29.242 Dollar. Laut der Umfrage 2019 lebten etwa 18,7 % der Menschen an oder unter der Armutsgrenze.
Bei der Volkszählung von 2000 lebten 9.083 Menschen, 4.114 Haushalte und 1.970 Familien in der Stadt. Die Bevölkerungsdichte betrug 1.372,9 Menschen pro Quadratmeile (529,8/Quadratkilometer). Es gab 4.733 Wohneinheiten mit einer durchschnittlichen Dichte von 715,4 pro Quadratmeile (276,0/Quadratkilometer).
Es gab 4114 Haushalte, von denen 24,6 % Kinder unter 18 Jahren hatten, die mit ihnen lebten, 32,7 % Ehepaare waren, die zusammenlebten, 10,1 % waren Haushälterinnen ohne Ehemann und 52,1 % waren Nicht-Familien. 40,6 % aller Haushalte bestanden aus Einzelpersonen, und 2,1 % bestanden aus Menschen, die allein lebten und 65 Jahre oder älter waren. Die durchschnittliche Haushaltsgröße betrug 2,14 und die durchschnittliche Familiengröße 2,97.
In der Stadt war die Bevölkerung mit 20,9 % unter 18 Jahren, 15,0 % von 18 bis 24, 43,5 % von 25 bis 44, 15,4 % von 45 bis 64 und 5,1 %, die 65 Jahre oder älter waren verteilt. Das Durchschnittsalter betrug 29 Jahre. Pro 100 Frauen gab es 109,3 Männer. Pro 100 Frauen ab 18 Jahren gab es 107,3 Männer.
Das mittlere Einkommen für einen Haushalt in der Stadt betrug 42.385 Dollar und das mittlere Einkommen für eine Familie 43.495 Dollar. Männer hatten ein mittleres Einkommen von 35.346 Dollar gegenüber 29.808 Dollar für Frauen. Das Pro-Kopf-Einkommen für die Stadt betrug 21.964 Dollar. Etwa 12,5 % der Familien und 13,2 % der Bevölkerung lagen unter der Armutsgrenze, darunter 19,2 % der Personen unter 18 Jahren und 5,6 % der 65-Jährigen oder älter.

## Regierung und Infrastruktur

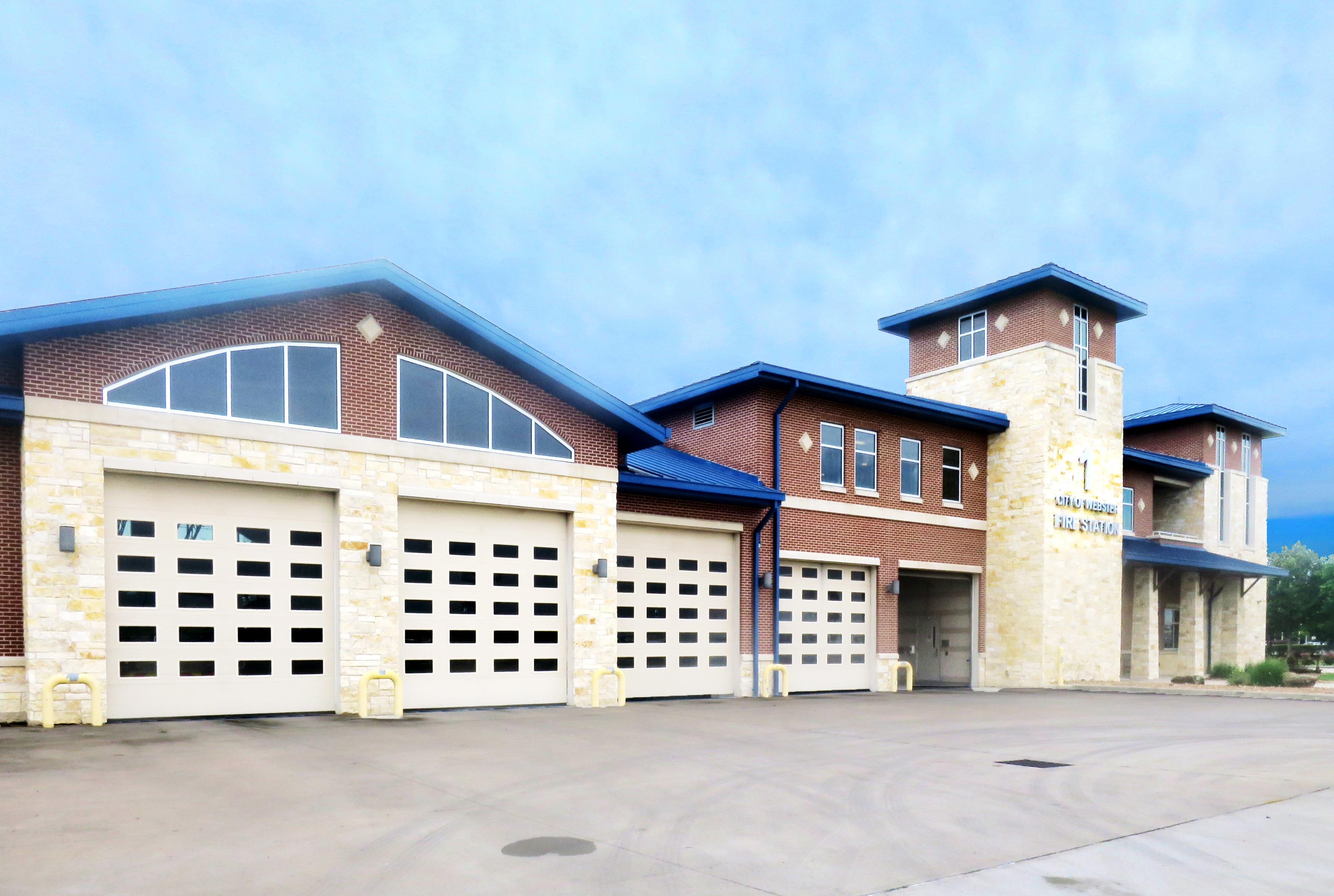
Webster Fire Station auf Texas 3

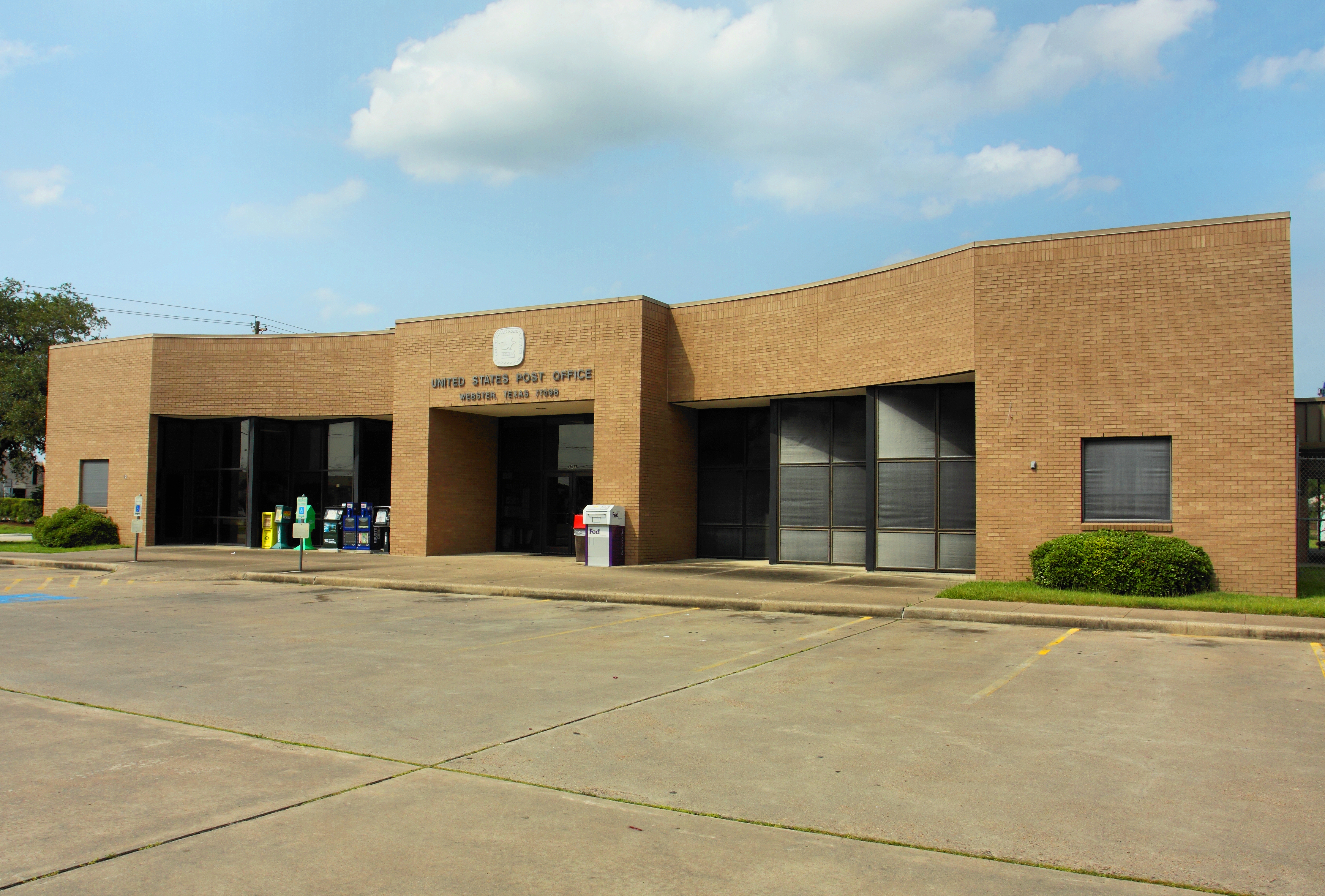
Webster Post Station

Die Stadt Webster hat zwei Feuerwachen, Station #1 und Station #2, mit den Feuerwehrbüros in der ersten Station. Die Stadt hat eine eigene Polizeibehörde.
Die Harris County Housing Authority (HCHA) betreibt den Baybrook Park, eine öffentliche Wohnanlage für Senioren an der Stadtgrenze von Webster. Es hat 100 Einheiten.
Das Texas Department of Public Safety (DPS) betreibt sein Webster Field Investigator Office und sein Webster Driver's License Office in einer nahe gelegenen Gegend in Houston.
Das Texas Department of Criminal Justice (TDCJ) betreibt das Webster District Parole Office in einer nahe gelegenen Gegend in Houston.
Das Webster Post Office des United States Postal Service befindet sich in der 17077 North Texas Avenue. Einige Orte in der Stadt Houston haben Webster-Postanschriften.
Das Harris Health System (ehemals Harris County Hospital District) wurde zum Strawberry Health Center in Pasadena für die Postleitzahl 77598 ernannt. Das nächstgelegene öffentliche Krankenhaus ist das Ben Taub General Hospital im Texas Medical Center.

## Wirtschaft

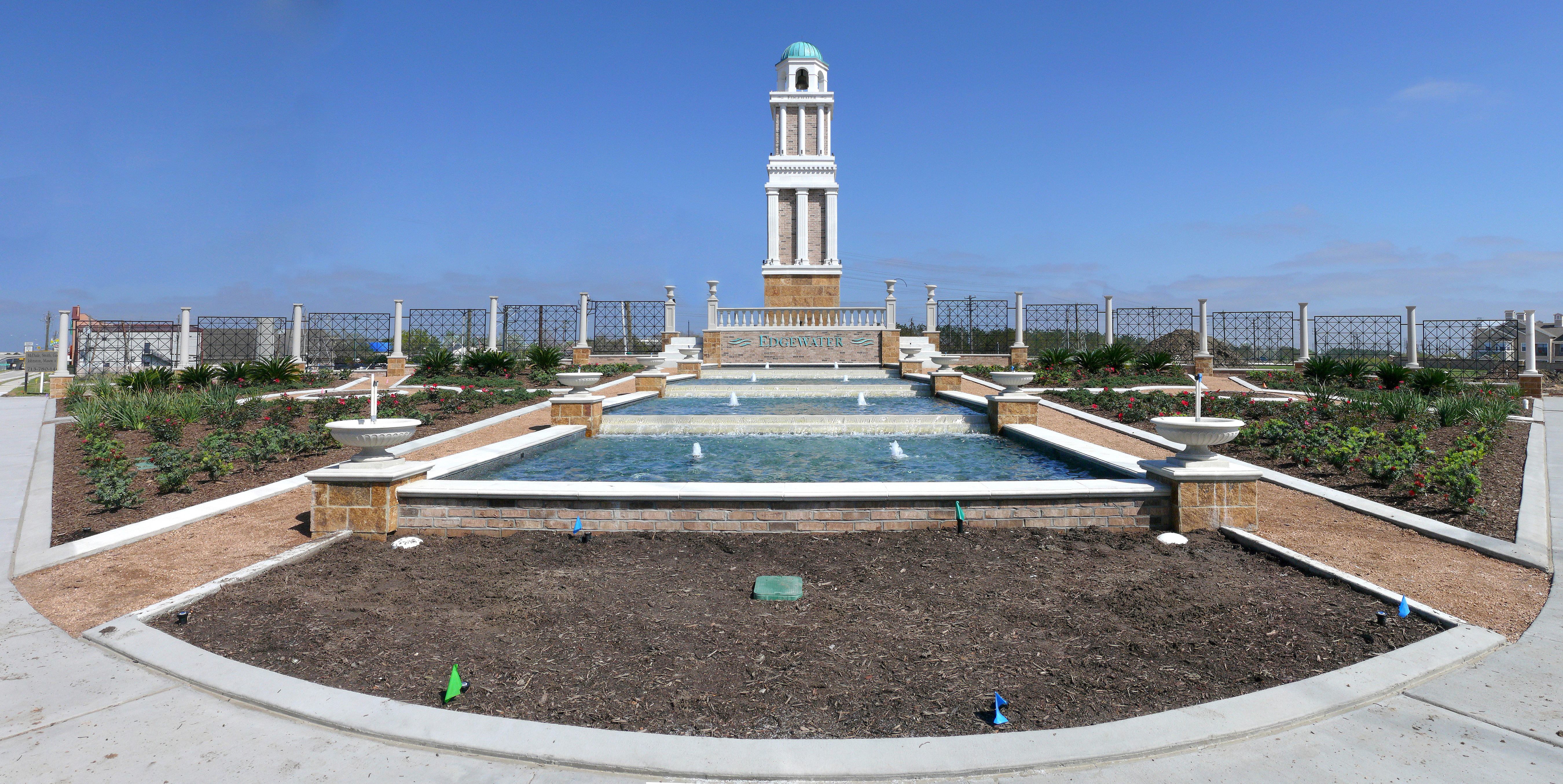
Edgewater Estates Eingang Webster, Texas

Die Baybrook Mall in der Stadt Houston befindet sich in der Nähe von Webster.

## Bildung

### Grund- und Sekundarschulen

#### Öffentliche Schulen
Schüler in Webster besuchen Schulen im Clear Creek Independent School District. Die Gemeinde ist zwischen dem Board of Trustees District 2 und dem Board of Trustees District 4 aufgeteilt. Sie werden seit 2008 durch Win Weber und Stuart J. Stromeyer vertreten.
Die meisten Einwohner innerhalb der Stadtgrenzen sind in der Margaret S. McWhirter Grundschule in Webster. Die Schule befindet sich in einem 11.600 Quadratmeter großen Gebäude, das eine Etage hoch ist. Der aktuelle McWhirter-Campus fand 2014 seinen Spatenstich statt und wurde 2016 eröffnet. Die erneute Widmung fand im März desselben Jahres statt. In diesem Jahr gewährte die Texas Education Agency (TEA) der Schule einen Zuschuss, der es ihr ermöglichte, ein ganztägiges PreKindergarten-Programm wiederherzustellen.
Einige Wohnabschnitte der Stadt werden von den Grundschulen Armand Bayou (Houston), Falcon Pass (Houston), League City (League City), und Whitcomb (Houston) bedient. Die meisten Bewohner sind der Clear Creek Intermediate School (League City) zugeordnet. Einige Bewohner sind in Clear Lake, und Space Center Mittelschulen sowohl in Clear Lake City als auch in Houston zugeordnet. Die meisten Bewohner sind der Clear Creek High School in League City zugeordnet, während die Clear Lake High School in Clear Lake City, Houston, einen kleinen Abschnitt bedient.
Die P.H. Greene Elementary School in einem nicht eingetragenen Gebiet bedient Gebiete außerhalb der Stadt mit Webster-Adressen.

#### Geschichte der Schulen
Die Webster Intermediate School war einst Stadteigentum, zog aber in ein nicht eingetragenes Gebiet in der Nähe von Friendswood und wurde im Frühjahr 2005 in Westbrook Intermediate School umbenannt; Ab 2016 bedient Westbrook Webster nicht mehr.

### Privatschulen
Die Iman Academy Southeast Secondary School befindet sich im Südosten von Houston, nordöstlich von Webster, am Highway 3.

### Hochschulen und Universitäten
Der Teil von Clear Creek ISD in Harris County (und damit Webster) ist dem San Jacinto College zugeordnet.

## Persönlichkeiten
- Stephanie Beatriz (* 1981), Schauspielerin
- Josh Huestis, Basketballspieler für den Oklahoma City Thunder
- Dennis Paul, republikanisches Mitglied des Repräsentantenhauses von Texas aus Distrikt 129, lebte früher in Webster
- Steve Stockman (* 1956), ehemaliges republikanisches Mitglied des Repräsentantenhauses der Vereinigten Staaten aus dem 36. Kongressbezirk von Texas